# Okenia rhinorma
Okenia rhinorma is een slakkensoort uit de familie van de Goniodorididae. De wetenschappelijke naam van de soort is voor het eerst geldig gepubliceerd in 2007 door Rudman.